# Mandres-les-Roses
Mandres-les-Roses is een gemeente in het Franse departement Val-de-Marne (regio Île-de-France) en telt 4281 inwoners (2005). De plaats maakt deel uit van het arrondissement Créteil.

## Geografie
De oppervlakte van Mandres-les-Roses bedraagt 3,3 km², de bevolkingsdichtheid is 1297,3 inwoners per km².
De onderstaande kaart toont de ligging van Mandres-les-Roses met de belangrijkste infrastructuur en aangrenzende gemeenten.

## Demografie
Onderstaande figuur toont het verloop van het inwonertal (bron: INSEE-tellingen).

## Geboren
- ca. 1610: Marie Meurdrac, Frans scheikundige